# Sapindàcies
Les sapindàcies (Sapindaceae) són una família de plantes angiospermes de l'ordre de les sapindals (Sapindales) dins del clade de les màlvides, un subclade de les ròsides. Inclou unes 2.000 espècies de distribució cosmopolita, agrupades en uns 140 gèneres. Dins d'aquesta família hi ha espècies ben conegudes com ara castanyer bord (Aesculus hippocastanum), els aurons (Acer), el litxi (Litchi chinensis) o el rambutan (Nephelium lappaceum).

## Descripció
Són arbres, arbusts, lianes o herbes, de fulles alternes i sovint amb cèl·lules secretores. Flors hermafrodites o unisexuades, zigomorfes, en general pentàmeres, generalment amb un disc anul·lar excèntric entre la corol·la i l'androceu, amb 8-10 estams; gineceu de 2-3 carpels concrescents, amb un únic òvul cadascun. Fruit variable, capsular, sec i indehiscent, esquizocarpic, en baia o drupa.

## Taxonomia
Aquesta família va ser descrita per primer cop l'any 1789, sota el nom de Sapindi, a l'obra Genera Plantarum del botànic francès Antoine-Laurent de Jussieu (1748 – 1836).

### Etimologia
La família pren el nom del gènere Sapindus, les seves espècies produeixen fruits que contenen saponines i s'utilitzen com a sabó.

### Subfamílies
Dins d'aquesta família es reconeixen les següents subfamílies:
- Dodonaeoideae Burnett
- Xanthoceratoideae Thorne & Reveal
- Hippocastanoideae Dumortier
- Sapindoideae Burnett

### Gèneres
Dins d'aquesta família es reconeixen els 143 gèneres següents:
- Acer L.
- Aesculus L.
- Alatococcus Acev.-Rodr.
- Alectryon Gaertn.
- Allophylastrum Acev.-Rodr.
- Allophylus L.
- Amesiodendron Hu
- Aporrhiza Radlk.
- Arfeuillea Pierre ex Radlk.
- Arytera Blume
- Atalaya Blume
- Athyana (Griseb.) Radlk.
- Averrhoidium Baill.
- Beguea Capuron
- Billia Peyr.
- Bizonula Pellegr.
- Blighia K.D.Koenig
- Blighiopsis Van der Veken
- Blomia Miranda
- Boniodendron Gagnep.
- Bridgesia Bertol. ex Cambess.
- Camptolepis Radlk.
- Cardiospermum L.
- Castanospora F.Muell.
- Chonopetalum Radlk.
- Chouxia Capuron
- Chytranthus Hook.f.
- Cnesmocarpon Adema
- Conchopetalum Radlk.
- Cossinia Comm. ex Lam.
- Cubilia Blume
- Cupania L.
- Cupaniopsis Radlk.
- Deinbollia Schumach. & Thonn.
- Delavaya Franch.
- Diatenopteryx Radlk.
- Dictyoneura Blume
- Dilodendron Radlk.
- Dimocarpus Lour.
- Diploglottis Hook.f.
- Diplokeleba N.E.Br.
- Diplopeltis Endl.
- Dipteronia Oliv.
- Dodonaea Mill.
- Doratoxylon Thouars ex Benth. & Hook.f.
- Elattostachys Radlk.
- Eriocoelum Hook.f.
- Erythrophysa E.Mey. ex Harv. & Sond.
- Euchorium Ekman & Radlk.
- Euphorianthus Radlk.
- Eurycorymbus Hand.-Mazz.
- Exothea Macfad.
- Filicium Thwaites
- Ganophyllum Blume
- Gereaua Buerki & Callm.
- Glenniea Hook.f.
- Gloeocarpus Radlk.
- Gongrodiscus Radlk.
- Gongrospermum Radlk.
- Guindilia Gillies ex Hook. & Arn.
- Guioa Cav.
- Handeliodendron Rehder
- Haplocoelopsis F.G.Davies
- Haplocoelum Radlk.
- Harpullia Roxb.
- Hippobromus Eckl. & Zeyh.
- Hirania Thulin
- Hornea Baker
- Hypelate P.Browne
- Jagera Blume
- Koelreuteria Laxm.
- Laccodiscus Radlk.
- Lecaniodiscus Planch. ex Benth.
- Lepiderema Radlk.
- Lepidocupania Buerki, Callm., Munzinger & Lowry
- Lepidopetalum Blume
- Lepisanthes Blume
- Litchi Sonn.
- Llagunoa Ruiz & Pav.
- Lophostigma Radlk.
- Loxodiscus Hook.f.
- Lychnodiscus Radlk.
- Macphersonia Blume
- Magonia A.St.-Hil.
- Majidea Kirk ex Oliv.
- Matayba Aubl.
- Melicoccus P.Browne
- Mischarytera (Radlk.) H.Turner
- Mischocarpus Blume
- Molinaea Comm. ex Juss.
- Namataea D.W.Thomas & D.J.Harris
- Neoarytera Callm., Buerki, Munzinger & Lowry
- Nephelium L.
- Omalocarpus Choux
- Otonephelium Radlk.
- Pancovia Willd.
- Pappea Eckl. & Zeyh.
- Paranephelium Miq.
- Paullinia L.
- Pavieasia Pierre
- Pentascyphus Radlk.
- Phyllotrichum Thorel ex Lecomte
- Placodiscus Radlk.
- Plagioscyphus Radlk.
- Podonephelium Baill.
- Pometia J.R.Forst. & G.Forst.
- Porocystis Radlk.
- Pseudima Radlk.
- Pseudopancovia Pellegr.
- Pseudopteris Baill.
- Radlkofera Gilg
- Rhysotoechia Radlk.
- Sapindus Tourn. ex L.
- Sarcopteryx Radlk.
- Sarcotoechia Radlk.
- Schleichera Willd.
- Scyphonychium Radlk.
- Serjania Mill.
- Sisyrolepis Radlk.
- Smelophyllum Radlk.
- Stadtmannia Lam. ex Poir.
- Stocksia Benth.
- Storthocalyx Radlk.
- Synima Radlk.
- Talisia Aubl.
- Thinouia Triana & Planch.
- Thouinia Poit.
- Thouinidium Radlk.
- Tina Schult.
- Toechima Radlk.
- Toulicia Aubl.
- Trigonachras Radlk.
- Tripterodendron Radlk.
- Tristira Radlk.
- Tristiropsis Radlk.
- Tsingya Capuron
- Ungnadia Endl.
- Urvillea Kunth
- Vouarana Aubl.
- Xanthoceras Bunge
- Xerospermum Blume
- Zanha Hiern
- Zollingeria Kurz

## Història taxonòmica
Segons les classificacions filogenètiques recents, les sapindàcies inclouen d'ara endavant també els aurons, així com els castanyer d'índies, que pertanyien respectivament, segons les classificacions clàssiques, a la família de les Aceraceae i a la de les Hippocastanaceae.

## Usos
Els extractes del castanyer d'índies (Aesculus hippocastanum) han estat utilitzats per a tractar els problemes de circulació sanguínia a conseqüència dels efectes vasoconstrictors d'aquestes saponines.
Les sapindàcies comprenen diverses espècies d'arbres fruiters com és el cas dels litxis (Litxi chinensis), o els rambutans (Nephelium lappaceum) , ambdós àmpliament cultivats a les regions tropicals.
Amb la incorporació taxonòmica dels aurons, les sapindàcies són una de les famílies més importants com a arbres ornamentals i també per a la producció de fusta de qualitat. També s'elabora el xarop d'auró extret d'alguns aurons com Acer saccharum i Acer nigrum.